# Грейзен
Гре́йзен (от нем. Greisen — расщепление, в старонемецком языке greisens — название породы, содержащей оловянный камень):419 — метасоматическая горная порода, состоящая в основном из кварца и светлых слюд (лепидолита, мусковита), часто содержит ценные рудные минералы в виде вкрапленности (касситерит, вольфрамит, танталит и др.).

## Происхождение
Грейзены образуются при температуре 400—500 градусов Цельсия, и связаны с изменением гранитных пород под действием газов и растворов, отделяющихся от охлаждающихся гранитных тел.
Многочисленные разновидности грейзенов выделяют и классифицируют по основным минералам в минеральных ассоциациях, которые закономерно связаны с зональностью, обычной для грейзенов, впрочем как и для многих метасоматических пород. Основные минеральные ассоциации грейзенов (они же грейзеновые фации, они же разновидности): кварц-мусковитовые, кварц-топазовые, кварц-турмалиновые, кварц-топаз-лепидолитовые или кварц-циннвальдитовые. Грейзены залегают в форме оторочек кварцевых и полевошпатово-кварцевых жил с касситеритом, вольфрамитом, молибденитом и т.п. Встречаются также площадные грейзены в местах концентрации многочисленных кварцевых жил.:420

## Применение
Грейзен — ведущий поисковый признак на месторождения руд редких металлов и цветных камней (топаза, берилла и др.).